# 米爾辰施托克山

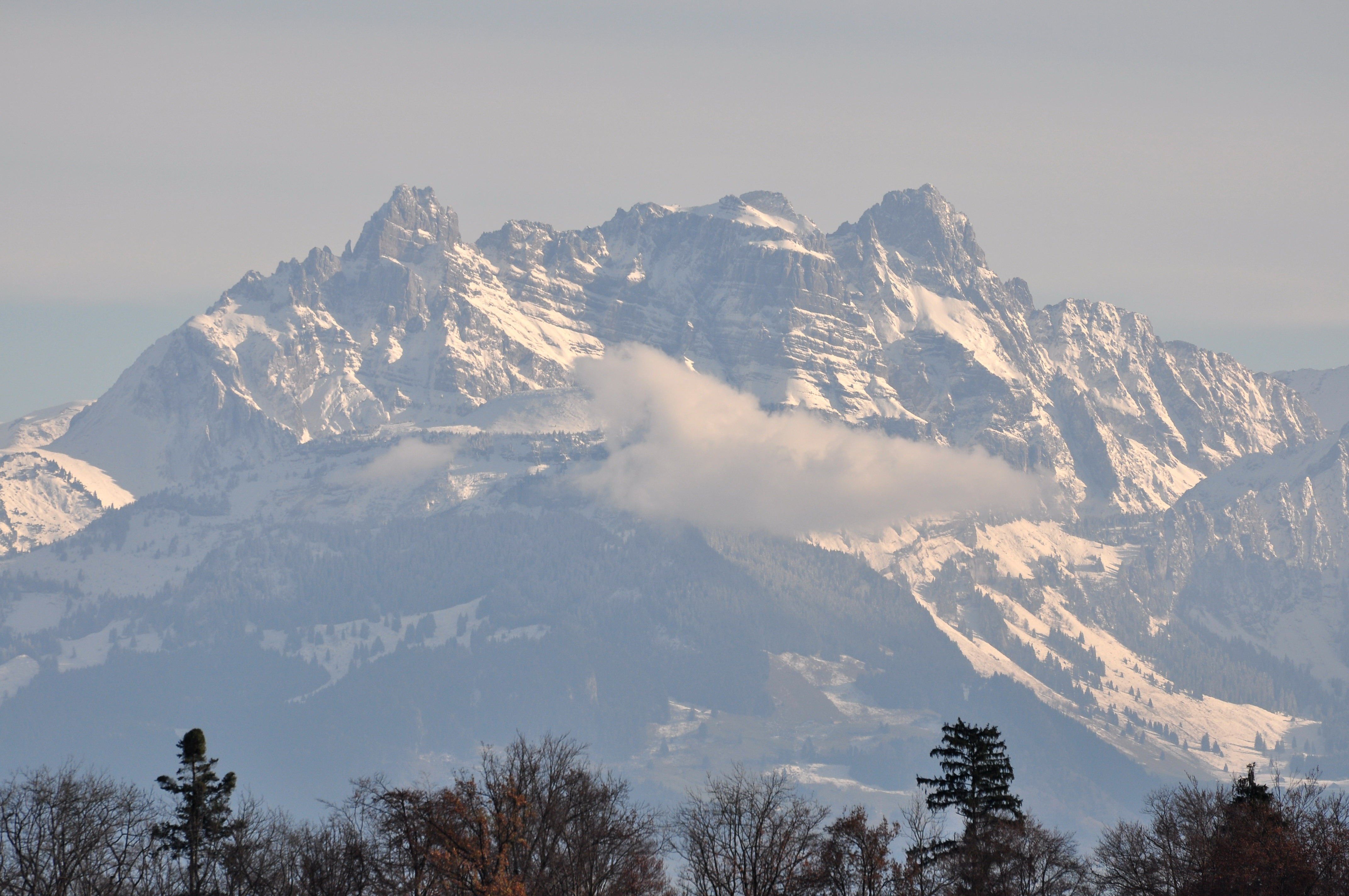

47°4′10.4″N 9°8′41.3″E / 47.069556°N 9.144806°E
米爾辰施托克山（德語：Mürtschenstock）是瑞士的山峰，位於該國東部，由格拉魯斯州負責管轄，屬於格拉魯斯山的一部分，海拔高度2,441米，每年平均降雨量1,954毫米。

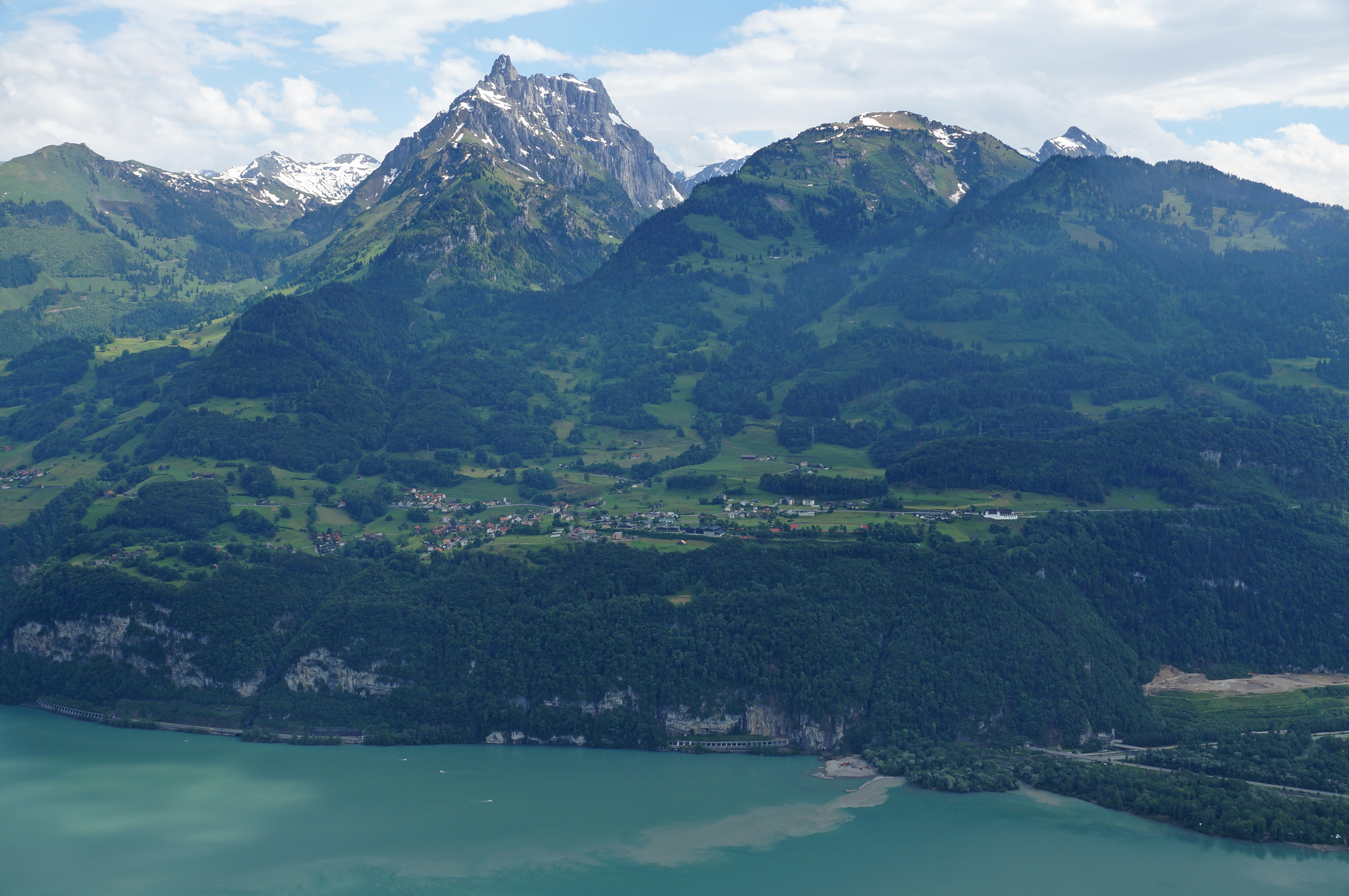